# Roman Búrtsev
Roman Vladimirovich Burtsev (en ruso: Рома́н Влади́мирович Бу́рцев; nacido el 13 de abril de 1971 - 26 de octubre de 2024), conocido como El Chikatilo de Kamensky (en ruso: Каменский Чикатило), fue un asesino en serie y pedófilo ruso . Entre 1993 y 1996 violó y estranguló a seis niños pequeños: cinco niñas y un hermano de las víctimas. Cometió todos los crímenes en su ciudad natal.

## Modus operandi
Burtsev se diferenciaba de asesinos similares en que escondía cuidadosamente los cuerpos de las víctimas. Todos los cuerpos, excepto uno, fueron encontrados sólo después de su arresto. Fue reconocido como cuerdo y el psiquiatra Alexander Bukhanovsky dijo que Burtsev era uno de los asesinos más brillantes con los que tuvo que lidiar.

### Los primeros asesinatos
Roman Burtsev cometió su primer doble asesinato el 5 de septiembre de 1993, siendo sus víctimas los hermanos Yevgeny Churilov, de 12 años, y Olesya Churilova, de 7 años. El perpetrador se encontró con los niños cerca de un vertedero en el asentamiento de Zavodsky. Quería violar a la niña y, para deshacerse del observador superfluo, mató a Churilov, infligiéndole tres golpes en la cabeza con los puños y tres más con una placa de metal. Luego violó y estranguló a la niña, dejando los cadáveres de los niños en un pozo de basura.

### Víctimas
- 15 de septiembre de 1993: Yevgeny Churilov (en ruso: Евгений Чурилов - 12) y Olesya Churilova (en ruso: Олеся Чурилова - 7).
- 17 de julio de 1994 - Marina Alexeyeva (en ruso: Марина Алексеева - 12)
- 23 de mayo de 1995: Anya Kulinkina (en ruso: Аня Кулинкина - 9). Se apoderó de la niña por la fuerza, la violó y luego la mató en la orilla del Donets.
- 1 de julio de 1996 - Ira Ternovskaya (en ruso: Ира Терновская - 9)
- 16 de julio de 1996 - Natasha Kirbabina (en ruso: Наташа Кирбабина - 12)

### Personalidad
Burtsev nació el 13 de abril de 1971 en una familia de alcohólicos. Era introvertido y no se destacaba de los demás niños. Más tarde explicó la violación de niños por el deseo de "probar la virginidad" y los asesinatos por la falta de voluntad de ser descubierto.

## Arresto, juicio y sentencia
Fue el deseo de ocultar sus crímenes lo que impulsó a Burtsev. Luego de uno de los crímenes, le pidió una pala a una anciana que vivía cerca, con la que enterró el cadáver y luego lo arrojó. Posteriormente, la mujer describió detalladamente el aspecto del sospechoso. Se mencionó que una niña, a quien Burtsev no logró arrastrar, ayudó a atrapar al criminal.
Búrtsev confesó todo inmediatamente después de su arresto. El tribunal lo condenó a muerte, que luego fue sustituida por cadena perpetua. Cumplió su condena en la prisión del Cisne Blanco (en Solikamsk, Krai de Perm) hasta su fallecimiento. Burtsev escribió cartas a la Fundación "Russian Birch", donde pidió ayuda con medicamentos, porque el MCH local no siempre tenía los medicamentos necesarios, y cuando los tenía, el número de ellos era limitado. Escribió que tenía muchas enfermedades, incluidas hemorroides, prostatitis, deficiencia de vitaminas, venas varicosas y hongos en las uñas.

## En los medios
- El episodio "Triangle of Death" de la serie "Unexplained, but fact" (2005).
- Apuestos noventa "The heirs of Chikatilo" (2007).
- “The moment of truth” (3 de diciembre de 2012)